# Gmina Konavle
Gmina Konavle (chorw. Općina Konavle) – gmina w Chorwacji, w żupanii dubrownicko-neretwiańskiej. W 2011 roku liczyła 8577 mieszkańców.
Najwyższym szczytem gminy, jak i całego regionu jest Sniježnica (1234 m n.p.m.). Na terenie gminy zlokalizowany jest port lotniczy Dubrownik.

## Miejscowości
Gmina składa się z następujących miejscowości:

- Brotnice
- Cavtat
- Čilipi
- Drvenik
- Duba Konavoska
- Dubravka
- Dunave
- Đurinići
- Gabrili
- Gruda
- Jasenice
- Komaji
- Kuna Konavoska
- Ljuta
- Lovorno
- Mihanići
- Mikulići
- Močići
- Molunat
- Palje Brdo
- Pločice
- Poljice
- Popovići
- Pridvorje
- Radovčići
- Šilješki
- Stravča
- Uskoplje
- Vitaljina
- Vodovađa
- Zastolje
- Zvekovica